# .mv
.mvは国別コードトップレベルドメイン（ccTLD）の一つで、モルディブに割り当てられている。情報通信企業Dhiraagu Pvt Ltdによって運営されている。
主にオンラインの登録ができないことや維持にコストがかかることが原因で、.mvドメインは政府や大企業に限られている。小さな企業や組織は、.mvドメインを用いずに、.comや.netを用いている。

## 第二レベルドメイン
- .aero.mv - 航空業界
- .biz.mv - 商業組織
- .com.mv - 商用
- .coop.mv - 協同組合組織
- .edu.mv - 教育機関
- .gov.mv - 政府
- .info.mv - 情報
- .int.mv - 国際機関
- .mil.mv - 軍
- .museum.mv - 博物館
- .name.mv - 個人
- .net.mv - ネットワーク
- .org.mv - 組織
- .pro.mv - 専門家